# سیارک ۸۱۶۸
سیارک ۸۱۶۸ (به انگلیسی: 8168 Rogerbourke، نامگذاری:1991FK1) هشت هزار و صد و شصت و هشتمین سیارک کشف شده‌است که در ۱۸ مارس ۱۹۹۱ کشف شد.
قدر مطلق سیارک برابر ۱۳٫۶۰ است.